# Tambaqui
Tambaqui (Colossoma macropomum) är en fiskart som först beskrevs av Georges Cuvier, 1816.  Tambaqui ingår i släktet Colossoma och familjen Characidae. Inga underarter finns listade i Catalogue of Life.